# Norman Rockwell
Norman Percevel Rockwell (Nueva York, 3 de febrero de 1894-Stockbridge, Massachusetts, 8 de noviembre de 1978) fue un pintor e ilustrador estadounidense. Su obra goza de amplia popularidad en su país, dado su reflejo de la cultura estadounidense. Rockwell es principalmente conocido por las ilustraciones que creo sobre la vida diaria para la portada de Saturday Evening Post a lo largo de cinco décadas. Entre las obras más conocidas de Rockwell están la serie de Willie Gillis, Rosie the Riveter, The problem we all live with y la serie Four Freedoms. También es notable su relación de 64 años con la asociación de Boy Scouts de América, durante la cual produjo portadas para la revista Boys' Life, calendarios y otras ilustraciones.
Rockwell fue un artista prolífico que produjo más de 4000 obras originales durante su vida. La mayoría de sus obras supervivientes se encuentran en colecciones públicas. Rockwell también ilustró más de 40 libros, incluidos Tom Sawyer y Huckleberry Finn, además de pintar los retratos de los presidentes estadounidenses Eisenhower, Kennedy, Johnson y Nixon, así como los de figuras como Jawaharlal Nehru, Judy Garland y el Coronel Sanders en 1973. Asimismo, creó obras de arte para anuncios de Coca-Cola, Jell-O, General Motors y otras compañías. El resto de su obra se compone de ilustraciones para folletos, catálogos, carteles (particularmente de películas), partituras, sellos, naipes y murales.
El trabajo de Rockwell fue poco valorado como arte serio durante su vida. Mucha de su obra fue acusada de ser “demasiado cursi” por la crítica moderna, especialmente las portadas del Saturday Evening Post, que tienden hacia representaciones idealistas o sentimentales de la vida estadounidense. En consecuencia, Rockwell no es considerado un "pintor serio" en general por los artistas contemporáneos, que ven su obra como burguesa y kitsch. El escritor Vladimir Nabokov afirmó que Rockwell utilizó su "brillante técnica" de forma "banal", y escribió en su novela Pnin: "Dalí es realmente el hermano gemelo de Norman Rockwell secuestrado por gitanos cuando era niño". Algunos críticos lo llaman "ilustrador" en lugar de artista, una designación que no le molestaba, ya que así se llamaba a sí mismo.
En sus últimos años, sin embargo, Rockwell comenzó a recibir más atención en Estados Unidos como pintor gracias a su tratamiento de temas más serios, como su serie sobre el racismo para la revista Look. Un ejemplo de este trabajo más serio es El problema que todos vivimos, que abordó el tema de la integración racial escolar. La pintura muestra a una niña negra, Ruby Bridges, flanqueada por alguaciles federales blancos, caminando hacia la escuela pasando una pared desfigurada con grafitis racistas. Esta pintura de 1964 se exhibió en la Casa Blanca cuando Bridges se reunió con el presidente Barack Obama en 2011.

## Biografía

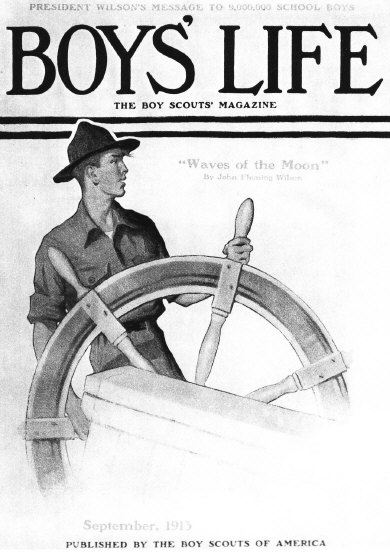
Explorador al timón de un barco, 1913.

### Primeros años
Norman Rockwell nació el 3 de febrero de 1894 en la ciudad de Nueva York, hijo de Jarvis Waring Rockwell y Anne Mary "Nancy" Rockwell, nacida Hill. Su padre era presbiteriano y su madre era episcopal; dos años después de su compromiso, se convirtió a la fe episcopal. Su primer antepasado estadounidense fue John Rockwell (1588-1662), de Somerset, Inglaterra, quien emigró a la Norteamérica colonial, probablemente en 1635, a bordo del barco Hopewell y se convirtió en uno de los primeros pobladores de Windsor, Connecticut.
Rockwell se transfirió de la escuela secundaria a la Chase Art School a la edad de 14 años. Luego pasó a la Academia Nacional de Diseño y finalmente a la Liga de Estudiantes de Arte. Allí, fue instruido por Thomas Fogarty, George Bridgman y Frank Vincent DuMond; sus primeros trabajos fueron producidos para St. Nicholas Magazine, la revista Boys' Life de los Boy Scouts de América (BSA), y otras publicaciones juveniles. Su primer trabajo artístico importante llegó a los 18 años, ilustrando el libro de Carl H. Claudy Tell Me Why: Stories about Mother Nature.
Después, Rockwell fue contratado como artista del planta en Boys' Life. Recibía 50 dólares cada mes por una portada completa y un conjunto de ilustraciones de historias. Se dice que fue su primer trabajo remunerado como artista. A los 19, se convirtió en el editor de arte de Boys' Life, puesto que ocupó durante tres años, durante los cuales pintó varias portadas, comenzando con su primera portada de revista publicada, Explorador al Timón de un Barco, que apareció en la edición de septiembre de 1913 de Boys' Life.

### Colaboración con elSaturday Evening Post

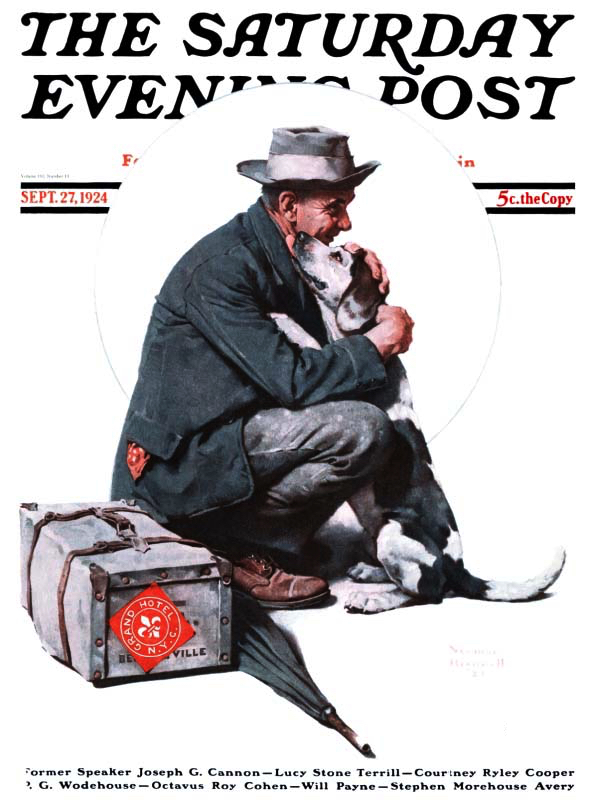
Portada del Saturday Evening Post del 27 de septiembre de 1924

La familia de Rockwell se mudó a New Rochelle, Nueva York, cuando Norman tenía 21 años. Compartían estudio con el dibujante Clyde Forsythe, que trabajaba para The Saturday Evening Post. Con la ayuda de Forsythe, Rockwell envió su primera portada exitosa al Post en 1916, titulada Mother's Day Off. Siguió ese éxito con Circus Barker and Strongman (publicado el 3 de junio), Gramps at the Plate (5 de agosto), Redhead Loves Hatty Perkins (16 de septiembre), People in a Theatre Balcony (14 de octubre) y Man Playing Santa (diciembre 9). Rockwell fue publicado ocho veces en la portada del Post durante el primer año. A fin de cuentas, Rockwell publicó 323 portadas originales para The Saturday Evening Post durante 47 años.
El éxito de Rockwell en la portada del Post lo llevó a publicar portadas de otras revistas de la época, entre las cuales se cuentan Literary Digest, Country Gentleman, Leslie's Weekly, Peoples Popular Monthly y Life.
Cuando Rockwell comenzó su etapa con The Saturday Evening Post en 1916, dejó su puesto asalariado en Boys' Life, pero continuó incluyendo scouts en sus imágenes de portada del Post y en la revista mensual de la Cruz Roja Americana. Reanudó su trabajo con los Boy Scouts de América en 1926 con la producción de la primera de cincuenta y una ilustraciones originales para el calendario anual oficial de la asociación.
Durante la Primera Guerra Mundial, trató de alistarse en la Marina de los EE. UU., pero se le negó la entrada porque su peso de 64 kg era demasiado bajo para alguien de 1.80 m de estatura. Para solucionar el problema, pasó una noche atiborrándose de plátanos, líquidos y donas, y pesó lo suficiente como para alistarse al día siguiente. Sin embargo, se le asignó el papel de artista militar y no vio acción alguna durante su período de servicio.

Freedom of Speech (Libertad de expresión, 1943)

### Segunda Guerra Mundial
En 1943, durante la Segunda Guerra Mundial, Rockwell pintó la serie Four Freedoms (Cuatro libertades), que se completó en siete meses. La serie se inspiró en un discurso de Franklin D. Roosevelt, donde el presidente describió y articuló cuatro libertades para los derechos universales. La serie incluye las obras Freedom from Want, Freedom of Speech, Freedom of Worship y Freedom from Fear.
Las pinturas fueron publicadas en 1943 en The Saturday Evening Post. Rockwell usó a una familia de constructores navales de Brunswick, Maine, como modelos para dos de las pinturas, Freedom from Want y A Thankful Mother, y combinó modelos de fotografías y su propia imaginación para crear estas pinturas idealistas. Posteriormente, el Departamento del Tesoro de los Estados Unidos promovió los bonos de guerra exhibiendo los originales en dieciséis ciudades. Rockwell consideraba que Freedom of Speech era la mejor de las cuatro pinturas.
Ese mismo año, un incendio en su estudio destruyó numerosas pinturas, disfraces y accesorios originales. Debido a que el vestuario y la utilería de época eran insustituibles, el incendio dividió su carrera en dos fases, pues a partir del siniestro pasó a representar personajes y situaciones más modernas. Rockwell fue contactado por el escritor Elliott Caplin, hermano del dibujante Al Capp, con la sugerencia de que los tres deberían hacer una tira cómica diaria juntos; Caplin y su hermano escribiendo y Rockwell dibujando. Sin embargo, el proyecto fue abortado, pues el perfeccionista Rockwell no podía entregar el material tan rápido como se le requería para una tira diaria.

### Carrera tardía
A fines de la década de 1940, Norman Rockwell pasó los meses de invierno como artista residente en la Otis College of Art and Design, cuyos estudiantes ocasionalmente fueron modelos para sus portadas del Saturday Evening Post. En 1949, Rockwell donó una portada original del Post, April Fool, para una rifa de recaudación de fondos para la biblioteca.

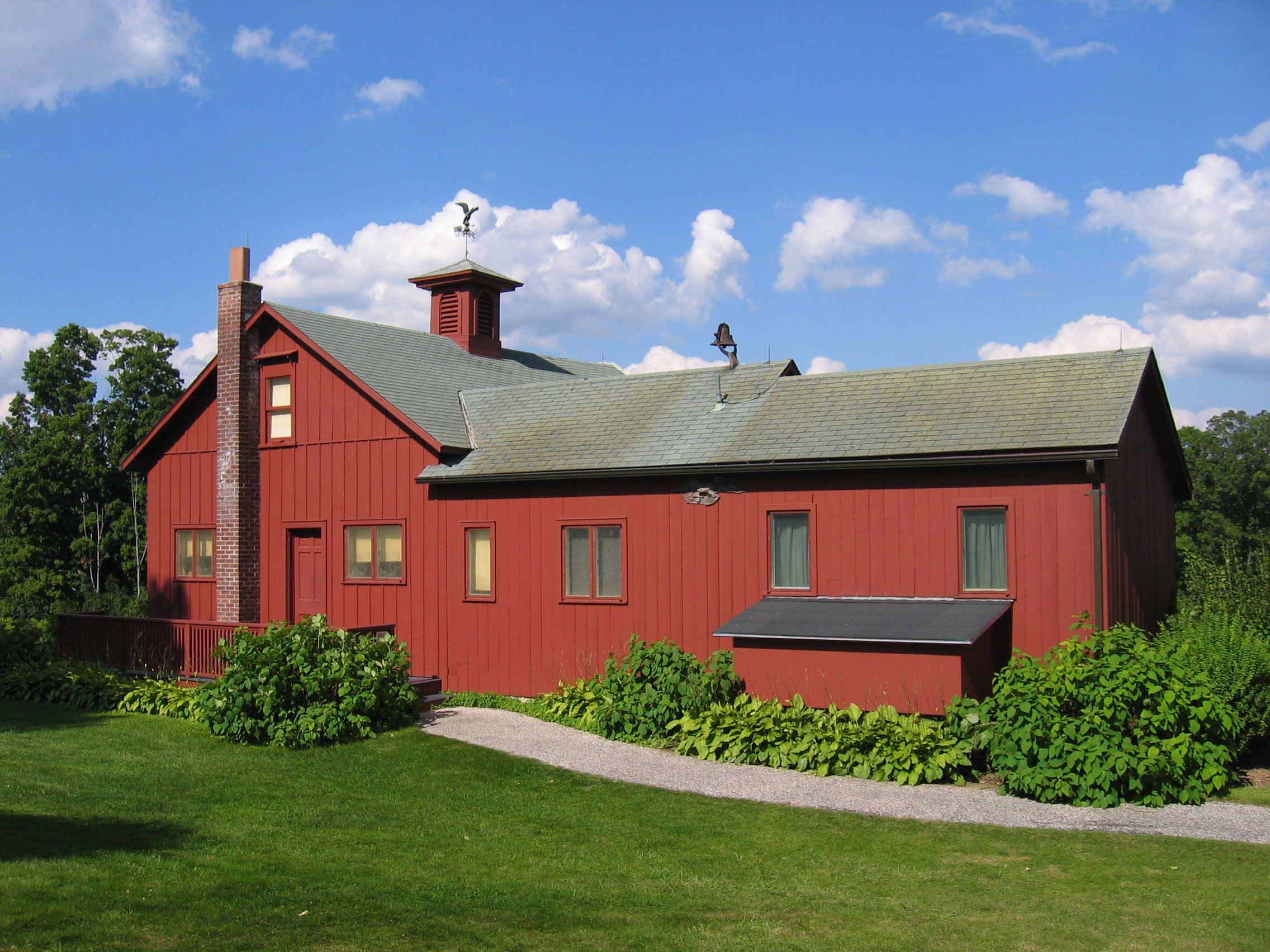
Estudio de Rockwell

En 1959, después de que su esposa Mary muriera repentinamente de un ataque al corazón, Rockwell se tomó un descanso de su trabajo a causa del duelo. Fue durante ese descanso que él y su hijo Thomas produjeron la autobiografía de Rockwell, Mis aventuras como ilustrador, publicada en 1960. El Post imprimió extractos del libro en ocho ediciones consecutivas, la primera acompañada de su famoso Autorretrato triple.
En 1969, como tributo al 75 aniversario del nacimiento de Rockwell, los funcionarios de Brown & Bigelow y los Boy Scouts de América le pidieron posar en Beyond the Easel, la ilustración del calendario de ese año. El mismo año, la Oficina de Reclamación de EE. UU. le encargó pintar la presa del Cañón de Glen.
Su último encargo para los Boy Scouts de América fue una ilustración de calendario titulada El espíritu de 1976, que completó cuando tenía 82 años, concluyendo una sociedad que generó 471 imágenes para publicaciones periódicas, guías, calendarios y materiales promocionales. Su conexión con BSA abarcó 64 años, siendo la asociación profesional más larga de su carrera.
En 1977, el presidente Gerald Ford le otorgó a Rockwell la Medalla Presidencial de la Libertad, el honor civil más alto de los Estados Unidos de América, por sus "retratos vívidos y afectuosos de nuestro país". El hijo de Rockwell, Jarvis, aceptó el premio.

#### Muerte
Rockwell murió el 8 de noviembre de 1978 de enfisema a la edad de 84 años en su casa de Stockbridge, Massachusetts. La primera dama Rosalynn Carter asistió a su funeral.

## Vida personal

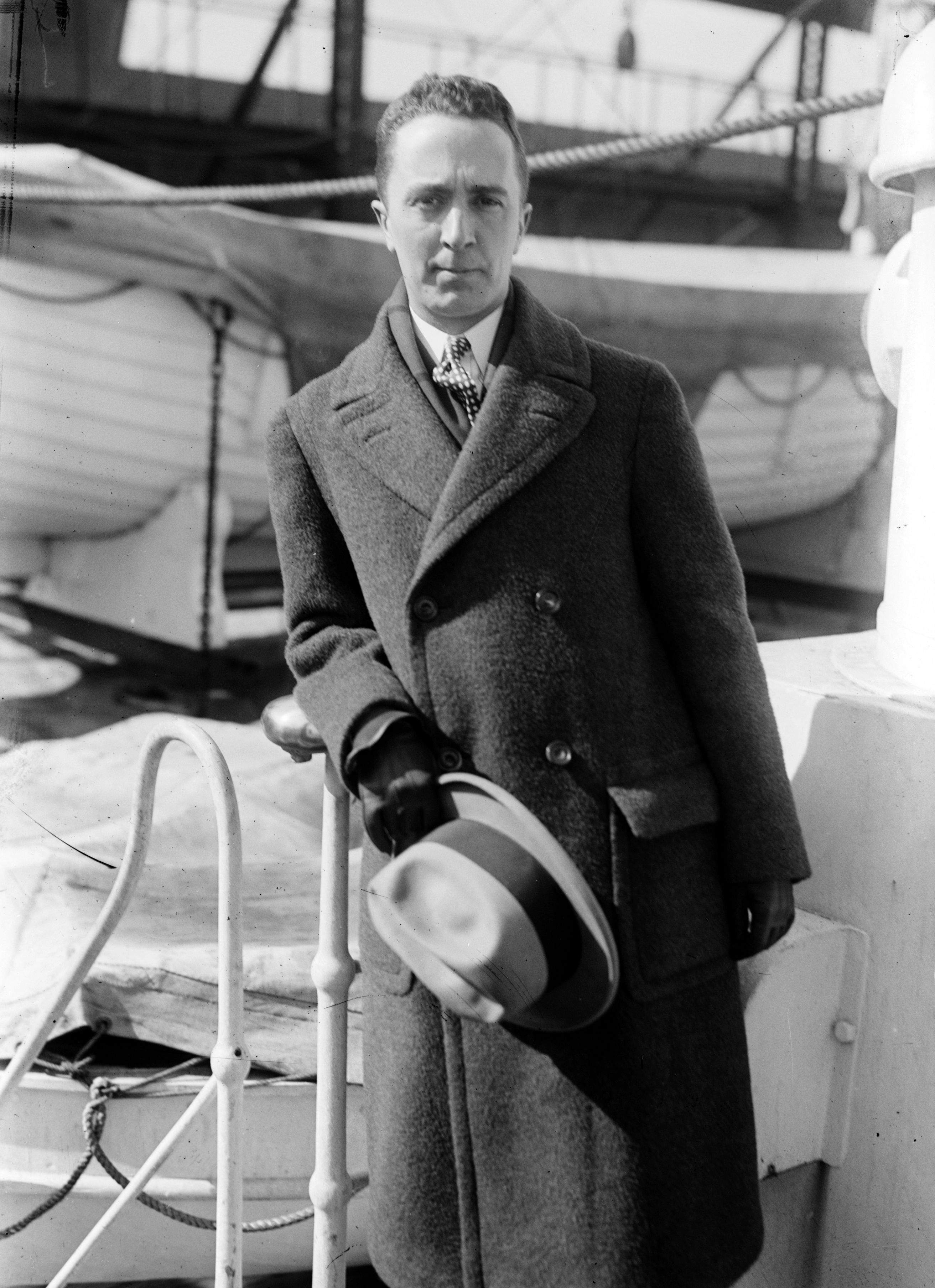
Norman Rockwell, c. 1920-1925

Rockwell se casó con su primera esposa, Irene O'Connor, el 1 de julio de 1916. Irene fue la modelo de Rockwell en la pintura Mother Tucking Children into Bed, publicada en la portada de Literary Digest el 19 de enero de 1921. La pareja se divorció el 13 de enero de 1930.
Deprimido, se mudó brevemente a Alhambra, California como invitado de su viejo amigo Clyde Forsythe. Allí pintó algunos de sus cuadros más conocidos, entre ellos El doctor y la muñeca. Mientras estuvo allí, conoció y se casó con la maestra de escuela Mary Barstow el 17 de abril de 1930. La pareja regresó a Nueva York poco después de su matrimonio. Tuvieron tres hijos: Jarvis Waring, Thomas Rhodes y Peter Barstow. La familia vivía en 24 Lord Kitchener Road en el barrio de Bonnie Crest de New Rochelle, Nueva York.
Rockwell y su esposa no asistían regularmente a la iglesia, aunque eran miembros de la Iglesia St. John's Wilmot, una iglesia episcopal cerca de su casa, donde se bautizaron sus hijos. Rockwell se mudó a Arlington, Vermont, en 1939, donde su trabajo comenzó a reflejar la vida de un pueblo pequeño.
En 1953, la familia Rockwell se mudó a Stockbridge, Massachusetts, para que su esposa pudiera ser tratada en el Austen Riggs Center, un hospital psiquiátrico en 25 Main Street, cerca de donde Rockwell instaló su estudio. Rockwell también recibió tratamiento psiquiátrico, viendo al analista Erik Erikson, que formaba parte del personal del hospital. Erikson le dijo a la biógrafa Laura Claridge que Rockwell pintó su felicidad, pero no la vivió. El 25 de agosto de 1959, Mary murió inesperadamente de un infarto.
Rockwell se casó con su tercera esposa, la profesora de inglés jubilada Mary Leete "Mollie" Punderson (1896–1985), el 25 de octubre de 1961. Su estudio en Stockbridge estaba ubicado en el segundo piso de una hilera de edificios. Directamente debajo del estudio de Rockwell estuvo, durante un tiempo en 1966, el Back Room Rest, más conocido como el "Restaurante de Alicia" por la canción satírica de Arlo Guthrie. Durante su tiempo en Stockbridge, el jefe de policía William Obanhein fue un modelo frecuente para las pinturas de Rockwell.
Desde 1961 hasta su muerte, Rockwell fue miembro del Monday Evening Club, un grupo literario de hombres con sede en Pittsfield, Massachusetts. En su funeral, cinco miembros del club sirvieron como portadores del féretro, junto con Jarvis Rockwell.

## Legado

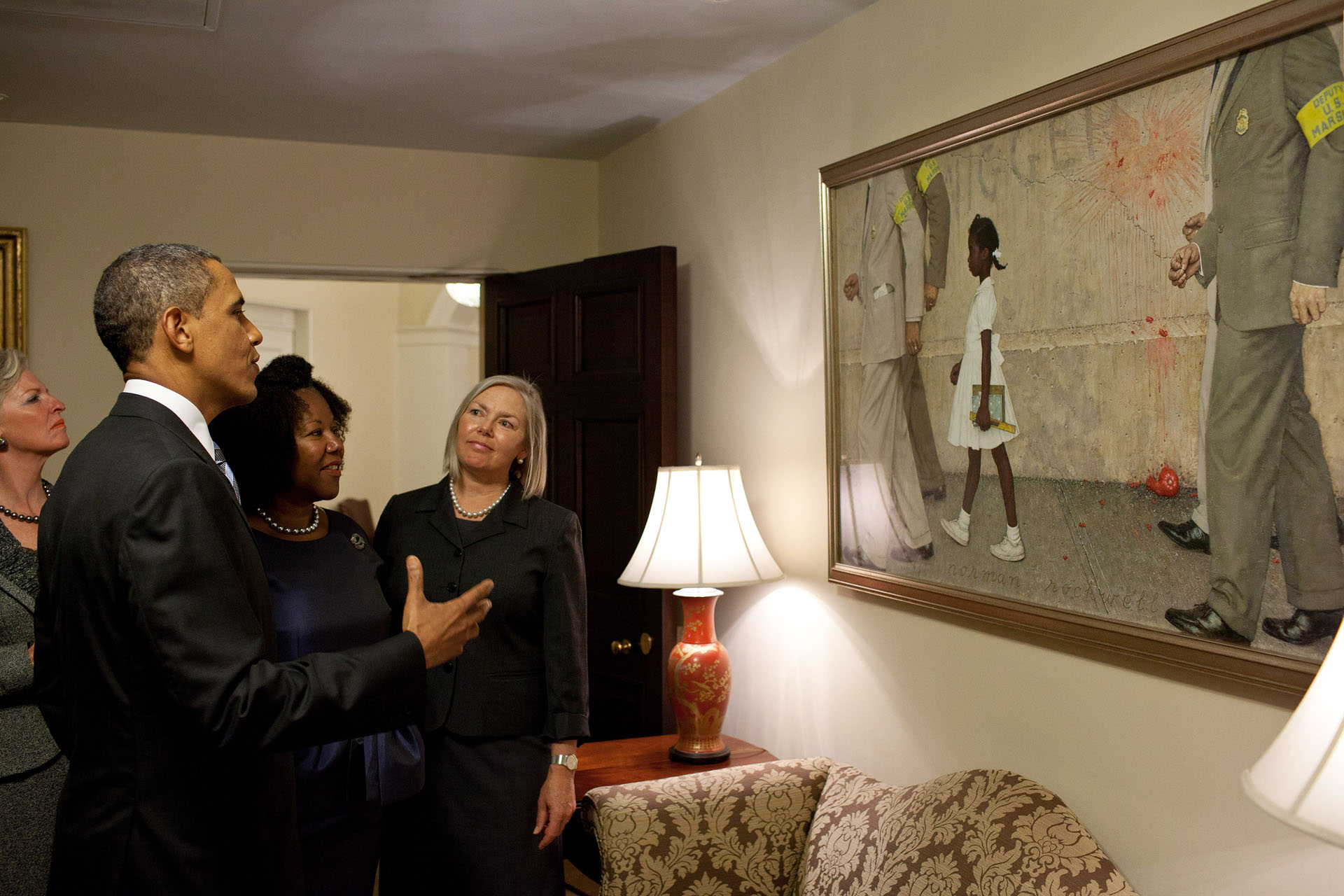
La activista Ruby Bridges y el presidente Barack Obama observan The Problem We All Live With en 2011. Bridges fue la modelo de la pintura

Se estableció una custodia de sus pinturas y dibujos originales con la ayuda de Rockwell cerca de su casa en Stockbridge, Massachusetts, y el Museo Norman Rockwell abre actualmente los 365 del año. La colección del museo incluye más de 700 pinturas, dibujos y estudios originales de Rockwell. El Centro Rockwell de Estudios Visuales Americanos en el Museo Norman Rockwell es un instituto nacional de investigación dedicado al arte de la ilustración estadounidense.
El trabajo de Rockwell se exhibió en el Museo Solomon R. Guggenheim en 2001. Breaking Home Ties de Rockwell se vendió por 15,4 millones de dólares en una subasta de Sotheby's en 2006. En 2008 se llevó a cabo una gira por 12 ciudades estadounidenses de las obras de Rockwell. En 2008, Rockwell fue nombrado artista estatal oficial de la Commonwealth de Massachusetts. La venta de Saying Grace en 2013 por 46 millones de dólares estableció un nuevo precio récord para Rockwell.

### En la cultura popular
- En 1981, la pintura de Rockwell Girl at Mirror se utilizó para la portada del quinto álbum de estudio de Prism, Small Change.[53]
- En la película Empire of the Sun, un niño (interpretado por Christian Bale ) es arropado en la cama por sus amorosos padres en una escena inspirada en una pintura de Rockwell, una reproducción de la cual conserva el niño durante su cautiverio en un campo de prisioneros (Freedom from Fear, 1943).[54]
- La película de 1994 Forrest Gump incluye una toma en una escuela que recrea "Girl with Black Eye" de Rockwell con el joven Forrest en lugar de la niña. Gran parte del estilo visual de la película se inspiró en el arte de Rockwell.[55]
- El director de cine George Lucas posee el original de The Peach Crop de Rockwell , y su colega Steven Spielberg posee un boceto del Autorretrato triple de Rockwell. Cada una de las obras de arte cuelga en el espacio de trabajo del cineasta respectivo.[56] Rockwell es un personaje principal en un episodio de Las aventuras del joven Indiana Jones de Lucas, "Passion for Life", donde es interpretado por Lukas Haas.[57]
- En un aniversario del nacimiento de Norman Rockwell, el 3 de febrero de 2010, Google presentó la imagen icónica de Rockwell "Niño y niña mirando a la luna", que también se conoce como "Amor de cachorros", en su página de inicio.[58] La respuesta fue tan grande ese día que los servidores del museo Norman Rockwell se vieron abrumados por el volumen de tráfico.[cita requerida]
- "Dreamland", una pista del álbum Burn Burn (2009) de la banda canadiense de rock alternativo Our Lady Peace, se inspiró en las pinturas de Rockwell.[59]
- La portada del álbum de Oingo Boingo Only a Lad es una parodia de la portada del manual oficial de Boy Scouts de América de 1960, ilustrada por Rockwell.[60]
- Lana Del Rey nombró su sexto álbum de estudio Norman Fucking Rockwell! (2019), adoptando para la portada el estilo visual del pintor.[61]

## Trabajos importantes
- Muchacho y carrito de bebé (1916)[62]
- Circo Barker y forzudo (1916)[63]
- Abuelos a batear (1916)[64]

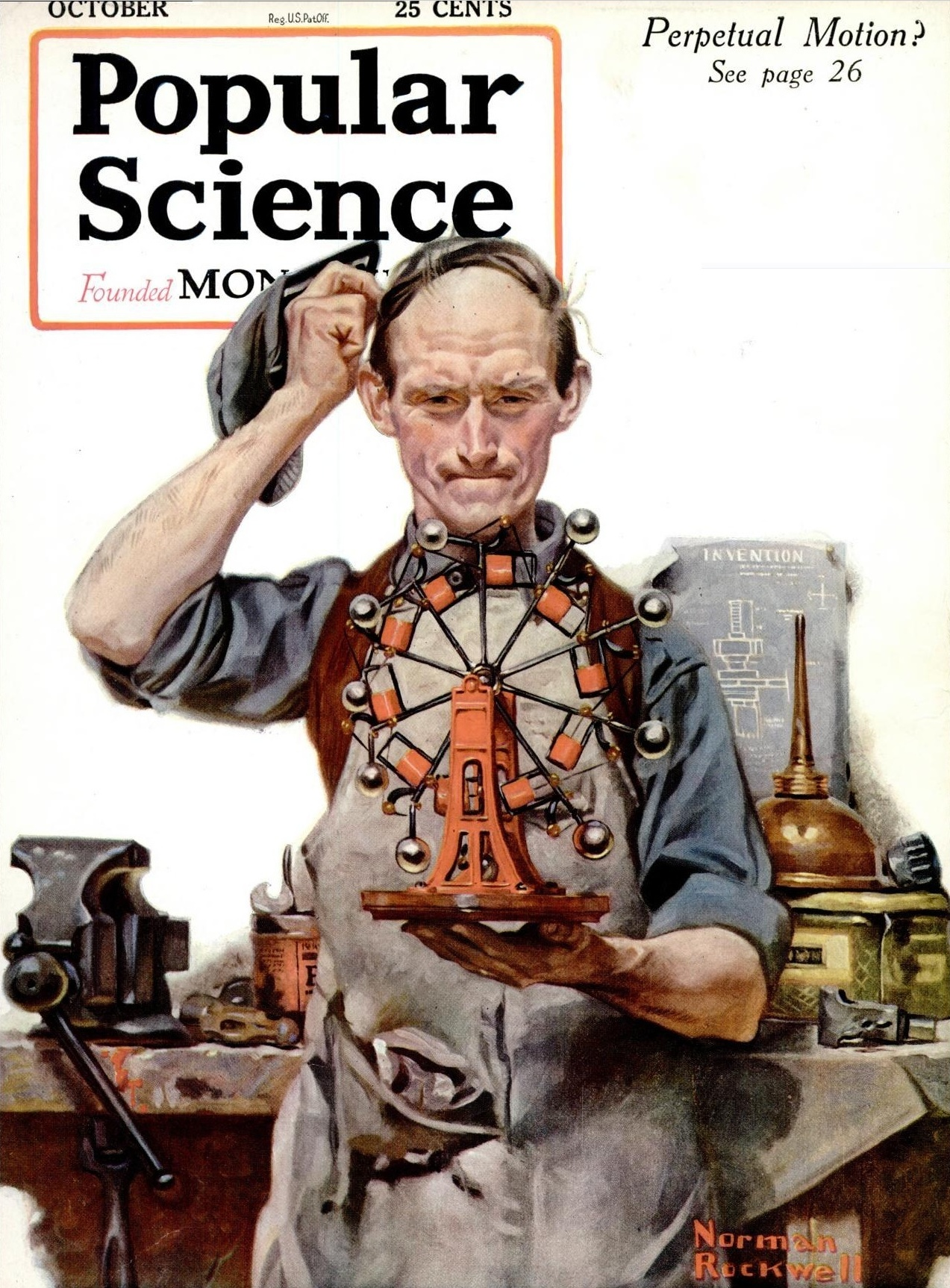
Portada del número de octubre de 1920 de la revista Popular Science.

- Pelirroja ama a Hatty Perkins (1916)[65]
- En un palco del teatro (1916)[66]
- El primo Reginald va al campo (1917)[67]
- Papá Noel y el Libro de gastos (1920)[68]
- Madre arropando a los niños en la cama (1921)[69]
- Prohibido nadar (1921)[70]
- The Spooners o Sunset (1926)
- Las cuatro libertades (1943)[71]
- Libertad de expresión (1943)[72]
- Libertad de culto (1943)[73]
- Libertad de vivir sin penuria (1943)[74]
- Libertad de vivir sin miedo (1943)[75]
- Rosie la remachadora (1943)[76]
- El ir y el venir (1947)
- Parte inferior de la sexta o Los tres árbitros (1949)[77]
- Dando gracias (1951)
- Caminando a la iglesia (1952)
- El ojo morado o fuera del despacho del director (1953)
- Muchacha en el espejo (1954)
- Rompiendo lazos con el hogar (1954)
- La licencia de matrimonio (1955)
- El jefe scout (1956)
- El novato (1957)
- Triple autorretrato (1960)[78]
- La regla de oro (1961)
- El entendido (1962)
- El problema con el que convivimos todos (1964)[79]
- Justicia sureña (Asesinato en Mississippi) (1965)
- Nuevos chicos en el vecindario o La mudanza (1967)
- Escuela rusa (1967)
- El espíritu de 1976 (1976; robado en 1978, recuperado por el FBI en 2001)